# Автошлях E575
Європейський шлях Е 575 є частиною міжнародної мережі доріг електронної пошти. Починається в Братиславі, Дунайській Стреді, Словаччина, і закінчується в Дьйор, Угорщина.

## Розв'язки трас та Е-дороги
- Словаччина (на спільних вивісках  I/63 та  I/13)
  - Братислава:  E58, E65, E75, E571
  - Дунайська Стреда
  - Медведьов (near Hungarian border)
- Угорщина (на спільних вивісках 14)
  - Вамоссабаді (біля словацького кордону)
  - Дьєр:  E60, E75